# Roquetes
Roquetes ist eine katalanische Stadt in der Provinz Tarragona im Nordosten Spaniens. Sie liegt in der Comarca Baix Ebre.

## Lage
Roquetes liegt etwa 70 Kilometer südwestlich von Tarragona am Unterlauf des Ebro.

## Geschichte
Als Ursprung des Ortes gilt ein maurischer Gutshof. Nach der Rückeroberung gehörte Roquetes zunächst zu Tortosa. Erst 1850 wurde es selbständig.
Während des spanischen Unabhängigkeitskrieges gegen Napoleon 1807 bis 1814 diente Roquetes als Hauptquartier der französischen Truppen für den Angriff auf Tortosa. Im Ersten Carlistenkrieg wurde es 1833 besetzt.

## Politik
Die Kommunalwahl 2007 ergab folgende Sitzverteilung im Gemeinderat:
1. PSC-PM: 6 Sitze
2. Esquerra-AM: 4 Sitz
3. CiU: 1 Sitz
4. PP: 1 Sitz
5. EBIN: 1 Sitz (Ebrencs Independents, unabhängige Liste)[4]

## Sehenswürdigkeiten

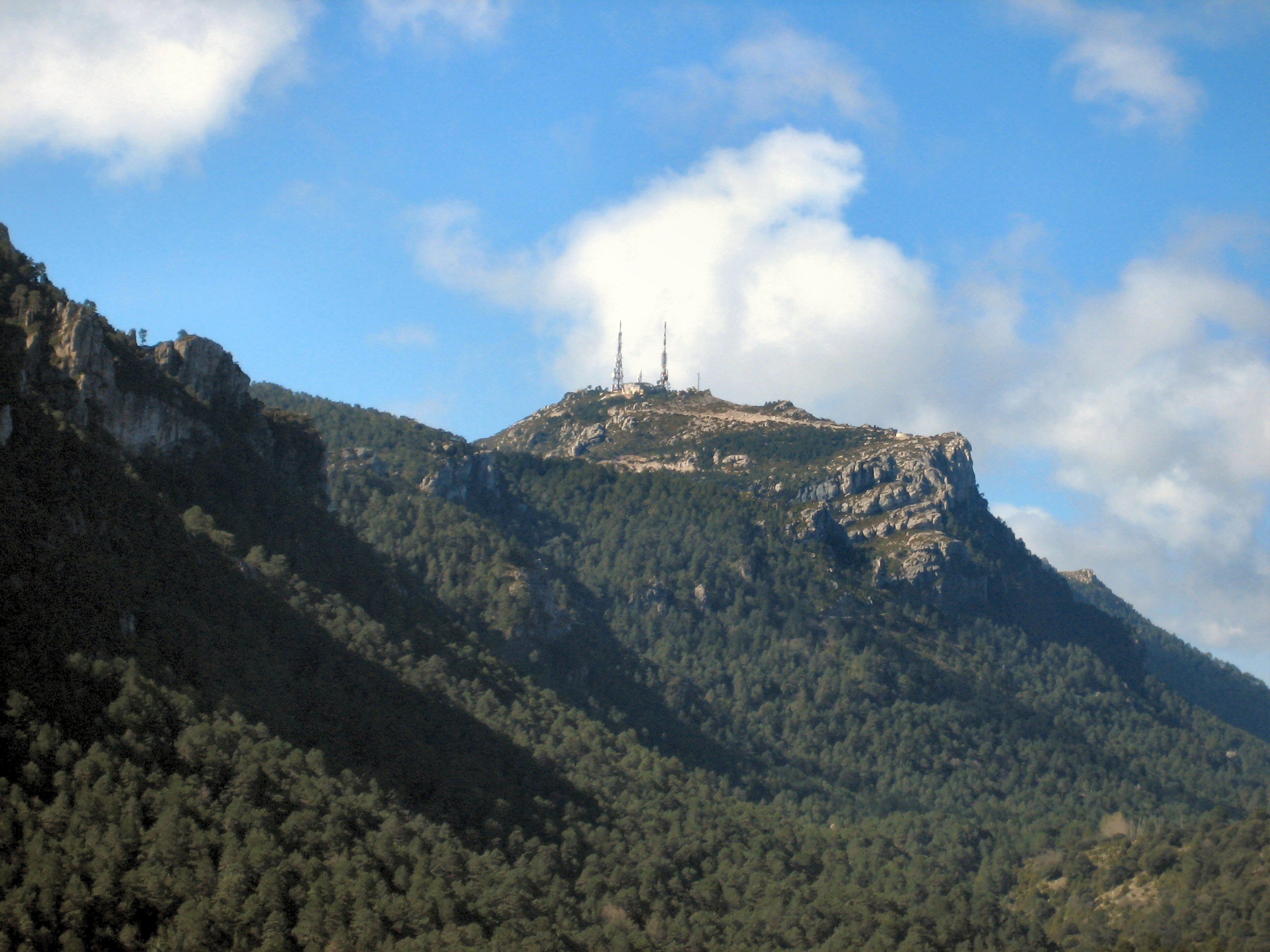
Der Mont Caro bei Roquetes

- über eine 19 Kilometer lange Bergstraße erreicht man von Roquetes den auf der Gemarkung liegenden Mont Caro. Er liegt im Parc Natural dels Ports und ist mit 1441 Meter Höhe der höchste Gipfel in der Provinz Tarragona